# Маргиби
Маргиби е окръг в Либерия, с площ 2615 км², а населението, според преброяването през 2008 г., е 209 923 души. Разположен е в централната част на страната и има излаз на Атлантическия океан. Столица на окръга е град Каката. Маргиби се дели на 4 района.